# Edílson
Edílson da Silva Ferreira známý jako Edílson (* 17. září 1971 Salvador) je bývalý brazilský profesionální fotbalista. Ve své kariéře nastupoval na pozici útočníka. Jeho klubová kariéra zahrnovala působení v mnoha klubech včetně brazilských velkoklubů jako jsou Palmeiras, Corinthians nebo Flamengo.
V brazilské reprezentaci odehrál 21 utkání, v nichž dal 6 gólů. (Německý server Transfermarkt uvádí 26 utkání.) S brazilskou reprezentací se stal mistrem světa roku 2002.
Roku 1998 byl vyhlášen nejlepším hráčem brazilské ligy (Bola de Ouro).
S Corinthians vyhrál roku 2000 pokusný první ročník Mistrovství světa klubů.
Dvakrát vyhrál brazilskou ligu s Palmeiras (1993, 1994), dvakrát s Corinthians (1998, 1999).

## Reprezentační kariéra
Po debutu v roce 1993 nebyl několik let do národního týmu povolán, což se změnilo až roku 2000. Během kvalifikace na Mistrovství světa 2002 přispěl gólem k postupu Brazílie na závěrečný šampionát – v říjnu 2001 vstřelil jednu branku proti Chile (2:0). Na Mistrovství světa 2002 zasáhl jako střídající hráč do skupinových zápasů s Čínou a Kostarikou. Zahrál si několik minut ve čtvrtfinálovém utkání proti Anglii, které skončilo výhrou Brazílie 2:1. V semifinále s Tureckem si poprvé na turnaji zahrál od začátku. Gólově se neprosadil a v 75. minutě jej střídal Denílson. Do finále nezasáhl, Brazilci i bez něj porazili Německo 2:1 a získali zlatou medaili.

## Obvinění
V roce 2015 byl Edílson obviněn z korupce.